# WrestleMania Backlash 2021
WrestleMania Backlash è stata la sedicesima edizione dell'omonimo evento in pay-per-view prodotto dalla WWE. L'evento si è svolto il 16 maggio 2021, al Yuengling Center di Tampa, Florida.
A causa della pandemia di COVID-19, l'evento si è svolto con la sola presenza del personale autorizzato. Il pay-per-view venne trasmesso tramite una serie di pannelli a LED intorno all'arena e i fan da tutto il mondo hanno potuto assistere in diretta all'evento tramite collegamento remoto.
L'evento ha ricevuto recensioni positive da parte di critica e fan, anche se incluse un discusso collegamento promozionale per il film sugli zombie Army of the Dead, che vede protagonista l'ex wrestler della WWE Batista. Oltre alla voce narrante di Batista per la sigla di apertura dell'evento, il Lumberjack match tra Damian Priest e The Miz vide i wrestler a bordo ring interpretare degli zombie. Questa scelta fu pesantemente criticata e discussa dai media, con il New York Post che la definì "uno dei momenti più tristi di sempre della WWE".

## Storyline
A WrestleMania 37, Bobby Lashley sconfisse Drew McIntyre e mantenne il WWE Championship. La notte successiva a Raw, MVP, manager di Lashley dichiarò che nessuno poteva sconfiggere il suo assistito, ma fu interrotto da McIntyre e chiese un'altra opportunità titolata, sostenendo che lo avrebbe sconfitto se MVP non avesse interferito. Braun Strowman e Randy Orton si presentarono e chiesero anche loro un'opportunità. Adam Pearce, sancì un triple threat match tra McIntyre, Strowman e Orton con il vincitore avrebbe affrontato Lashley a WrestleMania Backlash, match poi vinto da McIntyre. Nell'episodio di Raw del 26 aprile, Strowman sfidò McIntyre, con l'aggiunta della clausola che se Strowman avesse vinto, sarebbe stato aggiunto al match titolato. Più tardi, la stessa sera, Strowman riuscì a vincere, trasformando così il match in un triple threat.
A WrestleMania 37, Bianca Belair vinse lo SmackDown Women's Championship. Nel seguente episodio di SmackDown, durante la celebrazione del titolo insieme agli Street Profits (Angelo Dawkins e Montez Ford), Bayley la sfidò per il titolo e il match fu ufficializzato la settimana successiva.
A WrestleMania 37, Rhea Ripley vinse il Raw Women's Championship contro Asuka. Le due si lottarono nuovamente la notte successiva a Raw, ma il match si concluse in no contest dopo l'interferenza di Charlotte Flair, che attaccò la sfidante. La settimana successiva, Flair perse contro Asuka grazie a una distrazione di Ripley e al termine del match, una furiosa Flair attaccò l'arbitro e per questo, fu sospesa a tempo indeterminato e multata di centomila dollari da Adam Pearce. Tuttavia, la sua assistente Sonya Deville, la reintegrò e cancellò la multa dopo le scuse all'arbitro Nell'episodio del 3 maggio, fu sancita un'altra rivincita titolata tra Ripley e Asuka per WrestleMania Backlash, ma Deville aggiunse Flair al match, trasformandolo in un triple threat.
Nell'episodio del 16 aprile di SmackDown, lo Universal Champion Roman Reigns, insieme a Paul Heyman e a Jey Uso, si vantava di aver mantenuto il titolo a WrestleMania 37 la sera precedente. Reigns fu quindi interrotto da Cesaro, ma prima che potesse parlare, i tre lo ignorarono e lasciarono il ring. Più tardi, Cesaro chiese ad Adam Pearce e Sonya Deville un match contro Reigns per quella sera, anche senza titolo in palio. Tuttavia, Reigns, mandò il cugino Jey ad affrontarlo e Cesaro, ma il match terminò in squalifica, a causa dell'intervento di Seth Rollins, che attaccò Cesaro (che batté la sera precedente a WrestleMania). Nella puntata speciale Throwback SmackDown del 7 maggio, Cesaro vinse contro Rollins e come da stipulazione, ricevette un match titolato contro Reigns per WrestleMania Backlash. Nella stessa puntata, tornò Jimmy Uso, dopo un lungo infortunio e dopo aver criticato il fratello per essersi alleato con Reigns dopo quello che fece ad entrambi a Hell in a Cell, tentò di salvarli dalla furia di Cesaro, ma la settimana successiva, disse ad entrambi che non voleva aver nulla a che fare con loro.

## Risultati
| #       | Match                                                                   | Stipulazioni                                              | Durata |
| ------- | ----------------------------------------------------------------------- | --------------------------------------------------------- | ------ |
| Kickoff | Sheamus ha sconfitto Ricochet                                           | Single match                                              | 7:10   |
| 1       | Rhea Ripley (c) ha sconfitto Asuka e Charlotte Flair                    | Triple threat match per il WWE Raw Women's Championship   | 15:20  |
| 2       | Rey e Dominik Mysterio hanno sconfitto Dolph Ziggler e Robert Roode (c) | Tag team match per il WWE SmackDown Tag Team Championship | 17:00  |
| 3       | Damian Priest ha sconfitto The Miz (con John Morrison)                  | Lumberjack match                                          | 7:00   |
| 4       | Bianca Belair (c) ha sconfitto Bayley                                   | Single match per il WWE SmackDown Women's Championship    | 16:05  |
| 5       | Bobby Lashley (c) (con MVP) ha sconfitto Braun Strowman e Drew McIntyre | Triple threat match per il WWE Championship               | 14:15  |
| 6       | Roman Reigns (c) (con Paul Heyman) ha sconfitto Cesaro per KO tecnico   | Single match per il WWE Universal Championship            | 27:35  |